# قطعنامه ۹۵۵ شورای امنیت
قطعنامه ۹۵۵ شورای امنیت سازمان ملل متحد که در تاریخ ۰۸ نوامبر ۱۹۹۴ تصویب شد، سندی بین‌المللی دربارهٔ رواندا است. این قطعنامه طی نشست ۳۴۵۳ام با ۱۳ رای موافق، ۱ مخالف و ۱ ممتنع به تصویب رسید.